# Jon Fjeldså
Jon Knud Bøgh Fjeldså (* 13. Dezember 1942 in Hauge i Dalane) ist ein dänischer Zoologe. Zu seinen Forschungsschwerpunkten gehören ornithologische Studien in den Anden und in Afrika, insbesondere auf den Gebieten der Molekularanalyse, der Biosystematik, der Biodiversität in den Tropen, der Makroökologie und des internationalen Vogelschutzes.

## Leben und Wirken
Jon Fjeldså kam als Sohn des Universitätslektors Per Fjeldså und seiner Frau Anine Knudsen in Norwegen zur Welt. Bereits als Knabe hatte er seine ersten Begegnungen mit Lappentauchern. 1961 schrieb er sich in die Universität Bergen ein, wo er 1970 zum Master of Science (cand. real) im Fach Zoologie graduierte. Während der Semesterferien erforschte er den Ohrentaucher (Podiceps auritus), über den er 1974 seine Doktorarbeit mit dem Titel Studier over den nordiske lappedykkers, Podiceps auritus (Linnaeus, 1758), forekomst, forhold til sine omgivelser og sociale adfærd verfasste. 1975 promovierte er an der Universität Kopenhagen zum Ph.D. 1971 wurde er Kurator am Zoologischen Museum der Universität Kopenhagen und von 1979 bis 2018 hatte er die Position des Chefkurators inne. 1996 wurde er zum Professor ernannt. 
Ab 1980 betrieb Fjeldså umfangreiche Feldstudien der Avifaunen Perus, Ecuadors, Boliviens und Kolumbiens. Einen Schwerpunkt bildeten dabei die Lappentaucher der Andenseen.
Ab 1987 richtete er sein Augenmerk auf die Nebelwälder in den Hochlagen der Anden und auf Strategien für die ökologische Wiederherstellung von Hochlandlebensräumen. Seit 1991 betreibt er Feldarbeit in den afrikanischen Bergwäldern, insbesondere in den Eastern Arc Mountains in Tansania. 1995 rief er mit Unterstützung der Makerere-Universität in Uganda und der University of Dar es Salaam das ENRECA-Projekt für die Erforschung und Erhaltung der Artenvielfalt in Uganda und Tansania ins Leben. Er war Mitglied des dänischen Sekretariats der Global Biodiversity Information Facility und Mitbegründer der Nordic Foundation for Development and Ecology (NORDECO). Seit 1990 gehört er dem Vorstand der Danish Ornithological Society an und von 1994 bis 1999 war er Vorstandsmitglied bei BirdLife International. Daneben gehörte er zur Forschungsgruppe der IUCN Species Survival Commission, die mit der Datenerfassung der Familie der Lappentaucher für die Rote Liste der gefährdeten Arten beauftragt war. Fjeldså ist Mitglied der Taxonomie-Gruppe des International Ornithological Congress.
1987 gründete Jon Fjeldså am Zoologischen Museum der Universität Kopenhagen ein Institut für genetische Analysen, das die zweitgrößte ornithologische Gewebekulturensammlung der Welt beherbergt.
Jon Fjeldså verfasste unter anderem die wissenschaftlichen Erstbeschreibungen zum Iringaschnäpper (Batis crypta), zum Bulo-Burti-Würger, der inzwischen als seltene Falbmorphe des Reichenowwürgers (Laniarius niggerimus) gilt, zur Schwarzbrillen-Buschammer (Atlapetes melanopsis), zum Rubehorötel (Sheppardia aurantiithorax), zum Zügelfleck-Ameisenpitta (Grallaria ridgelyi), zum Chocótapaculo (Scytalopus chocoensis) und zum La-Paz-Baumschlüpfer (Cranioleuca henricae). 1999 benannte Niels Krabbe den Braunrücken-Ameisenschlüpfer (Epinecrophylla fjeldsaai) zu Ehren von Jon Fjeldså.
Neben 190 wissenschaftlichen Publikationen gehören Guide to the Young of European Precocial Birds (1977), Birds of the High Andes (1990) und The Grebes (2004) zu seinen wichtigsten Werken.

## Schriften (Auswahl)
- 1974: Dyr lever sammen
- 1977: Guide to the young of European precocial birds
- 1977: The Coot and the Moorhen
- 1978: The Black-headed Gull
- 1981: Proceedings of the Third Nordic Congress of Ornithology
- 1982: Comparative Ecology of Peruvian Grebes: A Study of the Mechanisms of Evolution of Ecological Isolation
- 1987: Birds of Relict Forests in the High Andes of Peru and Bolivia
- 1988: Comparative Ecology of the Australasian Grebes (Aves: Podicipedidae)
- 1989: Fuglene i Danemark
- 1990: Birds of the High Andes: a manual to the birds of the temperate zone of the Andes and Patagonia, South America
- 1990: Working Bibliography of the Grebes of the World
- 1991: Ugler
- 1994: Lofotens fugler
- 1996: Conserving the Biological Diversity of Polylepis Woodlands of the Highland of Peru and Bolivia: A Contribution to *Sustainable Natural Resource Management in the Andes
- 1997: Grebes: status survey and conservation action plan
- 1998: Biodiversity and Conservation of the Eastern Arc Mountains of Tanzania and Kenya, Morogoro, Tanzania, 1st-5th December 1997
- 1999: Cocapata and Saila Pata
- 2001: Field Guide to the Birds of the Machu Picchu Historical Sanctuary, Peru
- 2002: Fugle i Grłnland
- 2004: The Grebes: Podicipedidae
- 2016: Birds of Bolivia – Field Guide (von Sebastian K. Herzog, James Van Remsen, jr. und anderen, nur Illustrator)